# Jōgan
Jōgan (japanisch 貞観) ist eine japanische Ära (Nengō) von  Mai 859 bis Mai 877 nach dem gregorianischen Kalender. Der vorhergehende Äraname ist Ten’an, die nachfolgende Ära heißt Gangyō. Die Ära fällt in die Regierungszeit der Kaiser (Tennō) Seiwa und Yōzei.
Der erste Tag der Jōgan-Ära entspricht dem 20. Mai 859, der letzte Tag war der 31. Mai 877. Die Jōgan-Ära dauerte 19 Jahre oder 6587 Tage.

## Ereignisse
- 864 Ausbrüche des Fuji
- 869 Jōgan-Erdbeben an der Sanriku-Küste
- 866 Ōtenmon Zwischenfall (応天門の変 Ōtenmon no Hen)
- 868 Erdbeben in der Provinz Harima (nach Angaben im Nihon Sandai Jitsuroku)
- 869 Pirateninvasion aus dem koreanischen Silla in der Provinz Chikuzen